# Sahaidak, Șîșakî
Sahaidak (în ucraineană Сагайдак) este localitatea de reședință a comunei Sahaidak din raionul Șîșakî, regiunea Poltava, Ucraina.

## Demografie
Componența lingvistică a localității Sahaidak
     Ucraineană (99%)
     Alte limbi (1%)
Conform recensământului din 2001, majoritatea populației localității Sahaidak era vorbitoare de ucraineană (99%), existând în minoritate și vorbitori de alte limbi.